# 11914 Sinachopoulos
11914 Sinachopoulos è un asteroide della fascia principale. Scoperto nel 1992, presenta un'orbita caratterizzata da un semiasse maggiore pari a 2,2780752 UA e da un'eccentricità di 0,1200089, inclinata di 0,66096° rispetto all'eclittica.